# Catalunha Sim Se Pode
Catalunha Sim Se Pode (em catalão: Catalunya Sí Que Es Pot, CSQEP) é uma coligação eleitoral da Catalunha.
A coligação foi formada em 2015, unindo 4 diferentes partidos de esquerda: Podemos, Iniciativa pela Catalunha Verdes, Esquerda Unida e Alternativa e Equo.
A coligação tem uma como líder, Lluís Rabell, e, concorreu às Eleições regionais na Catalunha em 2015, defendendo o direito a um referendo sobre a independência da Catalunha, a declaração de uma república catalã e uma constituição catalã.
Nas eleições, a coligação ficou-se pelos 8,94% dos votos, conquistando 11 deputados.

## Resultados eleitorais

### Eleições regionais da Catalunha
| Data | CI. | Votos   | %           | Deputados | Status   |
| ---- | --- | ------- | ----------- | --------- | -------- |
| 2015 | 4.º | 367 613 | 8,9 / 100,0 | 11 / 135  | Oposição |